# Mira Herold
Mira Herold (* 1984 in Gotha) ist eine deutsche Schauspielerin. 

## Werdegang
Sie war von 2013 bis 2014 bei der Seifenoper Hotel 13 auf Nickelodeon als Caro Bode zu sehen.

## Filmografie
- 2007–2008: Verbotene Liebe
- 2009–2010: Emma Stahl
- 2011: The Mermaids
- 2011: Das Karussell
- 2013–2014: Hotel 13

## Theater
- 2009: Being Almodovar